# نمک و فلفل (فیلم)
نمک و فلفل (انگلیسی: Salt and Pepper) یک فیلم به کارگردانی ریچارد دانر است که در سال ۱۹۶۸ منتشر شد. از بازیگران آن می‌توان به سامی دیویس جونیور، پیتر لافورد، و مایکل بیتس اشاره کرد.